# Oosterdoksdam

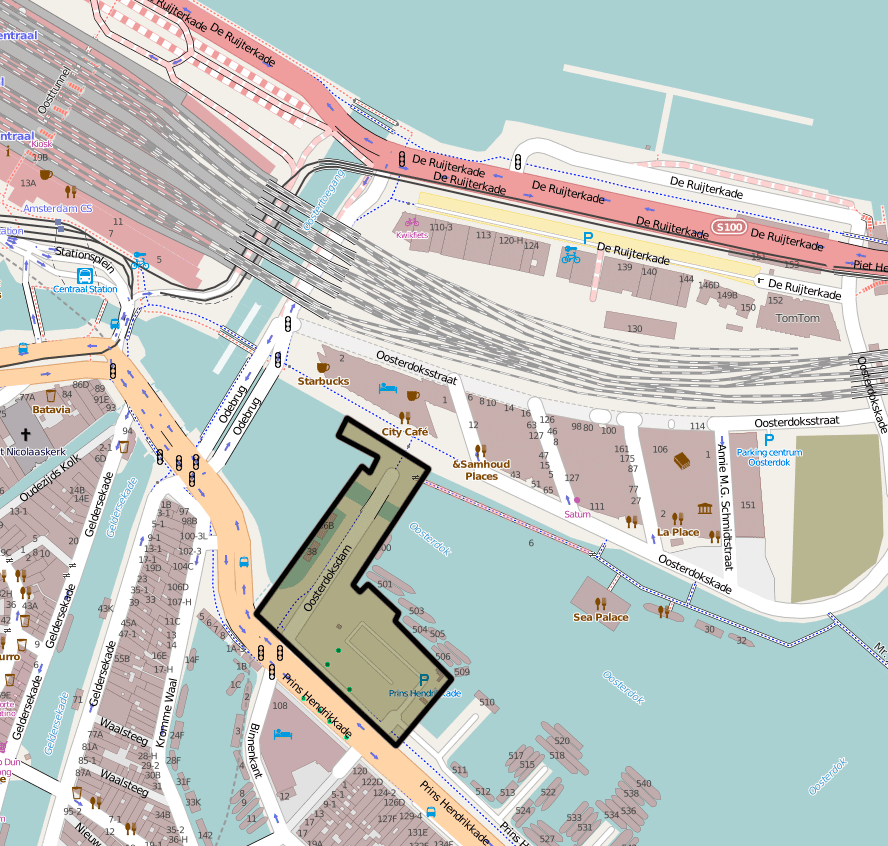
Locatie van de Oosterdoksdam in Amsterdam

De Oosterdoksdam was een dam in het centrum van Amsterdam.

## Geschiedenis
De dam werd aangelegd in de jaren 1830-1832 in het IJ tussen de Oosterdoksdam en de Prins Hendrikkade. Hierdoor ontstond het Oosterdok dat geen eb en vloed meer kende. De eerste steen voor de aanleg van de dam werd gelegd door erfprins Willem, de latere koning Willem III. Ten behoeve van de aanleg van het Centraal Station, dat in 1889 werd geopend, werd de dam uitgebreid en ontstond het Oosterdokseiland.

### Jaren zestig
In de jaren 1960 werd een deel van het Oosterdok aangeplempt en ontstond ten oosten van de Kamperbrug en ten noorden van de Prins Hendrikkade ruimte voor een parkeerterrein voor met name touringcars. Tijdens de bouw van de Oostlijn van de metro werd een groter deel van het Oosterdok aangeplempt en ontstond een nieuwe Oosterdoksdam ten zuiden van het Oosterdokseiland. Op het oostelijke gedeelte van de dam was ook een weg aangelegd ter ontlasting van de Kamperbrug. Na het gereed komen van de Oostlijn werd een deel van de Oosterdoksdam weer afgegraven maar het parkeerterrein en de weg tussen het Oosterdokseiland en de Prins Hendrikkade bleef gehandhaafd.

### 21ste eeuw
Van 2000 tot 2009 lag boven het water op de plaats van een deel van de afgegraven dam een tijdelijk busstation voor de streeklijnen richting Waterland. Omdat de Oosterdoksdam op een ongunstige plek voor het verkeer lag werd besloten de dam te vervangen door de nieuwe Odebrug die in 2011 in gebruik werden genomen. De weg over de dam en het het parkeerterrein op het zuidwestelijke gedeelte bleven echter in gebruik.

### Sloop
In het oorspronkelijke stedenbouwkundig plan uit 2002 werd al gesproken over sloop van de Oosterdoksdam na de voltooiing van de Odebrug en het invullen van de kavels op het Oosterdokseiland. Op 21 augustus 2014 werd een bekendmaking gepubliceerd waarin de gemeente aangaf daadwerkelijk de dam te willen gaan slopen: hierdoor zou "de toegevoegde kwaliteit van het water zichtbaar worden en een ‘mooier’ aanzicht van het eiland ontstaan". Ook werd in dezelfde bekendmaking aangegeven dat op termijn het touringcarplatform aan de Prins Hendrikkade zou worden gesloopt.
Inmiddels is de dam volledig afgegraven.